# 岐阜市立明郷小学校
岐阜市立明郷小学校（ぎふしりつ めいごうしょうがっこう）は、岐阜県岐阜市にある公立小学校。

## 概要
本校は旧・岐阜市立本郷小学校校舎を転用した校舎である。
分教室「ことば」が岐阜市明徳町11番地の中央青年少年会館に設置されている。この分教室は言語障害通級指導教室であり、岐阜市全域を校区とする。

## 沿革

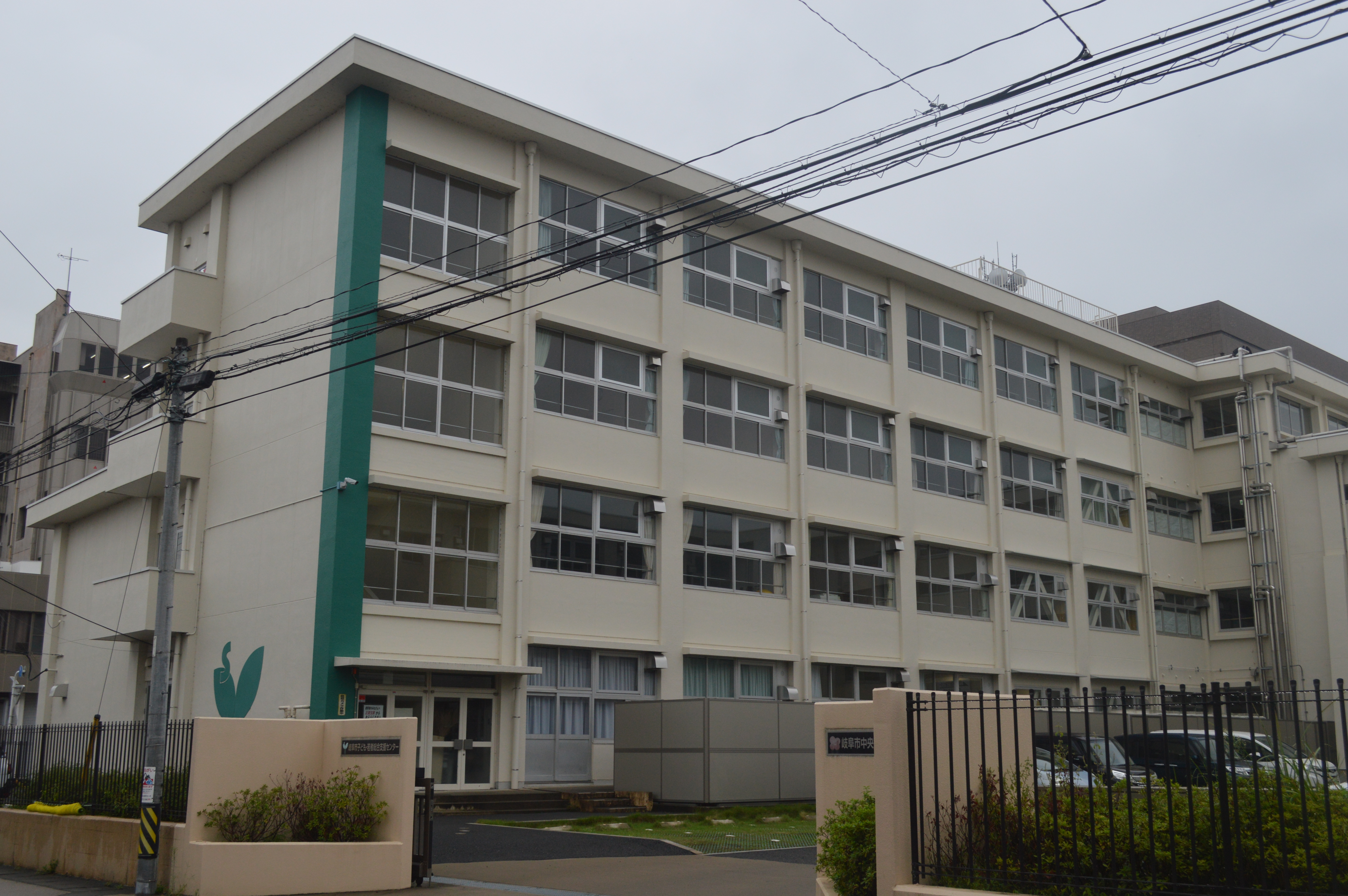
旧・明徳小学校

- 2002年（平成14年） - 岐阜市立小学校及び中学校の通学区域審議会により、「旧市内における岐阜立小学校及び中学校の通学区域のあり方について」の答申が出され、本郷小学校と明徳小学校の統廃合が提言される[1]。
- 2007年（平成19年） - 明徳小・本郷小統合準備委員会を設置[2]。2007年から2009年で11回開かれる。
- 2012年（平成24年）4月1日 - 明徳小学校と本郷小学校を統合し、岐阜市立明郷小学校として開校。

## 通学区域
- 今沢町、今川町1・2丁目、端詰町、西園町、大富町、若宮町4～9丁目、川端町、金屋横町、金屋町1・2丁目、神田町1～3丁目、高野町1・2丁目、多賀町、鷹見町、梅河町1～3丁目、梅ケ枝町1・2丁目、北八ツ寺町、柳ケ瀬通1～7丁目、八ツ寺町1・2丁目、八ツ梅町1・2丁目、柳沢町、弥八町、弥生町、金町1・2丁目、高岩町、小柳町、江川町、朝日町、秋津町、藍川町、栄枝町、明徳町、美園町1・2丁目、下太田町、銀町、日ノ出町1・2丁目（一部[注釈 2]）・4・5丁目、東高岩町、杉山町、住吉町、菅原町1～3丁目、池田町1・2丁目、西野町6～9丁目、西野町6丁目北町、西野町7丁目北町、本郷町1～7丁目、弁天町1～3丁目、忠節町5丁目、長者町、大柳町1・2丁目、大縄場3～8丁目、沖ノ橋町1～3丁目、春日町1・2丁目、大正町、浪花町1・2丁目、村雨町、柳川町、真砂町1～8丁目、万年町、吾妻町1～3丁目、青柳町1～7丁目、桜通1～3丁目、桜木町1・2丁目、三橋町、都通1・2丁目[3]。

## 交通アクセス
- 岐阜バス

忠節橋方面（忠節長良線、黒野線、岐阜大学・病院線、西郷線、モレラ忠節線、大野忠節線などで、行先表示の番号がC+2桁の数字の便）「西野町」バス停より徒歩10分。
曽我屋線、鏡島市橋線で「西野町7丁目」バス停より徒歩5分。

## 進学先中学校
- 岐阜市立岐阜中央中学校

明郷小学校の通学区域は、2012年に廃校となった明郷中学校とほぼ同じである。旧・明郷中学校はこの学区内ではなく、長良川の対岸の岐阜市早田に設置されていた。これは、1947年の明郷中学校開校時に学区内に校地を確保できなかったため、1933年（昭和8年）からの長良川改修工事で廃川となった長良川の分派川跡地に建設されたためである。現在の明郷小学校の児童は岐阜中央中学校への進学のため、長良川を渡っての通学ではない。